# Rocky Mountain (ancienne circonscription fédérale)
Rocky Mountain fut une circonscription électorale fédérale de l'Alberta, représentée de 1968 à 1979.
La circonscription de Rocky Mountain a été créée en 1966 avec des parties de Bow River, Jasper—Edson, Lethbridge et Macleod. Abolie en 1976, elle fut redistribuée parmi Bow River, Calgary-Sud, Lethbridge, Peace River, Red Deer et Yellowhead.

## Députés
1. 1968-1972 — Allen Sulatycky, PLC
2. 1972-1979 — Joe Clark, PC

- PC = Parti progressiste-conservateur
- PLC = Parti libéral du Canada